# La Mochomera
La Mochomera o también llamada La Morena, es una ranchería del municipio de Caborca ubicada en el noroeste del estado mexicano de Sonora, en la zona del desierto de Sonora. Según los datos del Censo de Población y Vivienda realizado en 2020 por el Instituto Nacional de Estadística y Geografía (INEGI), La Mochomera (La Morena) tiene un total de 176 habitantes. Se cree que se fundó el 8 de mayo de 1971, cuando la señora Cecilia Aldama de Ruy Sánchez registró el uso de 100 hectáreas para la agricultura en el lugar.

## Geografía
La Mochomera se sitúa en las coordenadas geográficas 30°43'29" de latitud norte y 112°56'37" de longitud oeste del meridiano de Greenwich, a una elevación de 33 metros sobre el nivel del mar.